# Gare de Francfort-Konstablerwache
Pour les articles homonymes, voir Gare de Francfort.
La gare de Francfort-Konstablerwache est une gare ferroviaire de la commune allemande de Francfort-sur-le-Main (Land de Hesse), ouverte en mai 1974 sur la ligne souterraine de Hauptwache jusqu'à Konstablerwache.
C'est une gare souterraine située sous la rue commerçante de Zeil. Avec 70 millions de voyageurs par an environ, c'est la deuxième gare de Francfort. Elle permet d'effectuer des correspondances avec le métro de Francfort et le tramway.